# Kingyo Rock
Der Kingyo Rock (japanisch 金魚岩 Kingyo-iwa, deutsch ‚Goldfischfelsen‘) ist ein großer und länglicher Felsen an der Kronprinz-Olav-Küste im ostantarktischen Königin-Maud-Land. Er ragt an der Südflanke der Mündung des Omega-Gletschers in die Kosmonautensee auf.
Luftaufnahmen und Vermessungen einer von 1957 bis 1962 durchgeführten japanischen Antarktisexpedition dienten seiner Kartierung. Das US-amerikanische Advisory Committee on Antarctic Names übertrug die japanische Benennung 1968 in einer Teilübersetzung ins Englische.